# アルテム・ジューバ
アルテム・セルゲーエヴィチ・ジューバ（アルチョーム・ジューバ、露:Артём Сергеевич Дзюба、1988年8月22日 - ）は、ロシア・モスクワ出身のサッカー選手。ロシア代表。ポジションはFW。FCアクロン・トリヤッチ所属。
ロシアを代表するストライカーとして知られており、ロシア・プレミアリーグの通算最多得点者（170得点）であり、ロシア代表の歴代最多得点者（31得点）でもある。

## 経歴

### クラブ
2006年にFCスパルタク・モスクワでプロデビュー。2009年8月にFCトム・トムスクへ半年間のレンタル移籍。一度はスパルタク・モスクワに復帰するが、2010年シーズンもトム・トムスクとの契約を1年間延長し、26試合に出場し、10得点を挙げた。
2011-12シーズンからスパルタク・モスクワへ復帰し、ウェリトンとの息が合ったプレーを見せている。2015年夏には、FCゼニト・サンクトペテルブルクへと完全移籍を果たした。
2017-18シーズンは、ロベルト・マンチーニ監督との確執が表面化し、2018年1月31日、FCアルセナル・トゥーラへシーズン終了までのレンタル移籍した。この契約には「違約金を支払わない限り、ゼニト戦に出場できない」との条項が盛り込まれている。同年4月22日には保有元のゼニト戦 (3-3)に出場。本来であれば出場は不可能であったが、ポケットマネーから違約金8万ドル（約864万円）を支払って強行出場し、1得点1アシストの活躍を見せた。
2022年8月18日、アダナ・デミルスポルに移籍した。
2023年2月、FCロコモティフ・モスクワに加入した。
2024年9月12日、ロシア・プレミアリーグに初昇格したFCアクロン・トリヤッチに移籍。アクロン・トリヤッチでもエースとして活躍し、昇格組ながら9位と大健闘し、躍進に貢献した。

### 代表
ロシア代表としてU-21ロシア代表や、ロシアBチームにも招集された。
2011年11月11日のギリシャとの親善試合でA代表初招集され、この試合でA代表デビューを飾った。2014年9月8日のUEFA EURO 2016予選、リヒテンシュタイン戦で代表初得点を挙げた。1年後の2015年9月8日に行なわれたアウェーでのリヒテンシュタイン戦では、1試合4得点を記録した。
スタニスラフ・チェルチェソフ体制に代わってからはチェルチェソフ監督との確執もあり招集外が続いていた（その間にFIFAコンフェデレーションズカップ2017に向けた候補メンバー30名には選出されている）が、アレクサンドル・ココリンの大怪我とアルセナルでの活躍もあり、2018 FIFAワールドカップを戦うロシア代表に選出された。
本大会では開幕戦となったサウジアラビア戦で1ゴール、一次リーグ第2戦エジプト戦でも1ゴールを決めロシアの決勝トーナメント進出を助け、決勝トーナメント1回戦のスペイン戦でもペナルティーキックを成功させ、ロシアのベスト8進出に貢献した。
2021年に開催されたUEFA EURO 2020を最後に代表引退を表明したが、2025年3月19日に行われたグレナダとの親善試合で約4年ぶりの代表復帰。この試合で1ゴールを記録。アレクサンドル・ケルジャコフの30得点を抜き、ロシア代表の歴代最多得点記録保持者となった。

## エピソード
- 父はウクライナ人で母はロシア人であり、親戚にもウクライナ人が居る[2]。
- エゴが強いタイプであり、監督と衝突するなど気性面に難があり、「ロシアのイブラヒモビッチ」と自称する[2]。
- 2018 FIFAワールドカップでの活躍もあり、検索エンジン「ヤンデックス」が提供する人気ナビゲーションサービスの音声になった[3]。
- 破天荒な言動が多い反面、お酒には弱く、「ウォッカは人生で一回試しただけ。甘いものが好きなんだ」と意外な一面を明かしている[4]。
- 全ロシア世論調査センターが2019年12月に実施したアンケート調査「ロシアで最も有名なアスリート」で、総合格闘家のハビブ・ヌルマゴメドフやフィギュアスケート選手のアリーナ・ザギトワに次いで3位にランクした[5]。

## 代表歴

### 出場大会
- ロシア代表
  - 2018 FIFAワールドカップ

### 試合数
- 国際Aマッチ 56試合 31得点（2011年 - ）[6]

| ロシア代表 | 国際Aマッチ | 国際Aマッチ |
| 年         | 出場        | 得点        |
| ---------- | ----------- | ----------- |
| 2011       | 1           | 0           |
| 2012       | 1           | 0           |
| 2013       | 1           | 0           |
| 2014       | 5           | 2           |
| 2015       | 7           | 6           |
| 2016       | 7           | 3           |
| 2017       | 0           | 0           |
| 2018       | 10          | 4           |
| 2019       | 10          | 9           |
| 2020       | 5           | 2           |
| 2021       | 8           | 4           |
| 2022       | 0           | 0           |
| 2023       | 0           | 0           |
| 2024       | 0           | 0           |
| 2025       | 1           | 1           |
| 通算       | 56          | 31          |

## タイトル
ロストフ
- ロシア・カップ：2013-14

ゼニト
- ロシア・プレミアリーグ：2018-19, 2019-20, 2020-21, 2021-22
- ロシア・カップ：2015-16, 2019-20
- ロシア・スーパーカップ：2015, 2016, 2020, 2021

個人
- ロシア・プレミアリーグ得点王：2019-20, 2020-21